# 原始森林

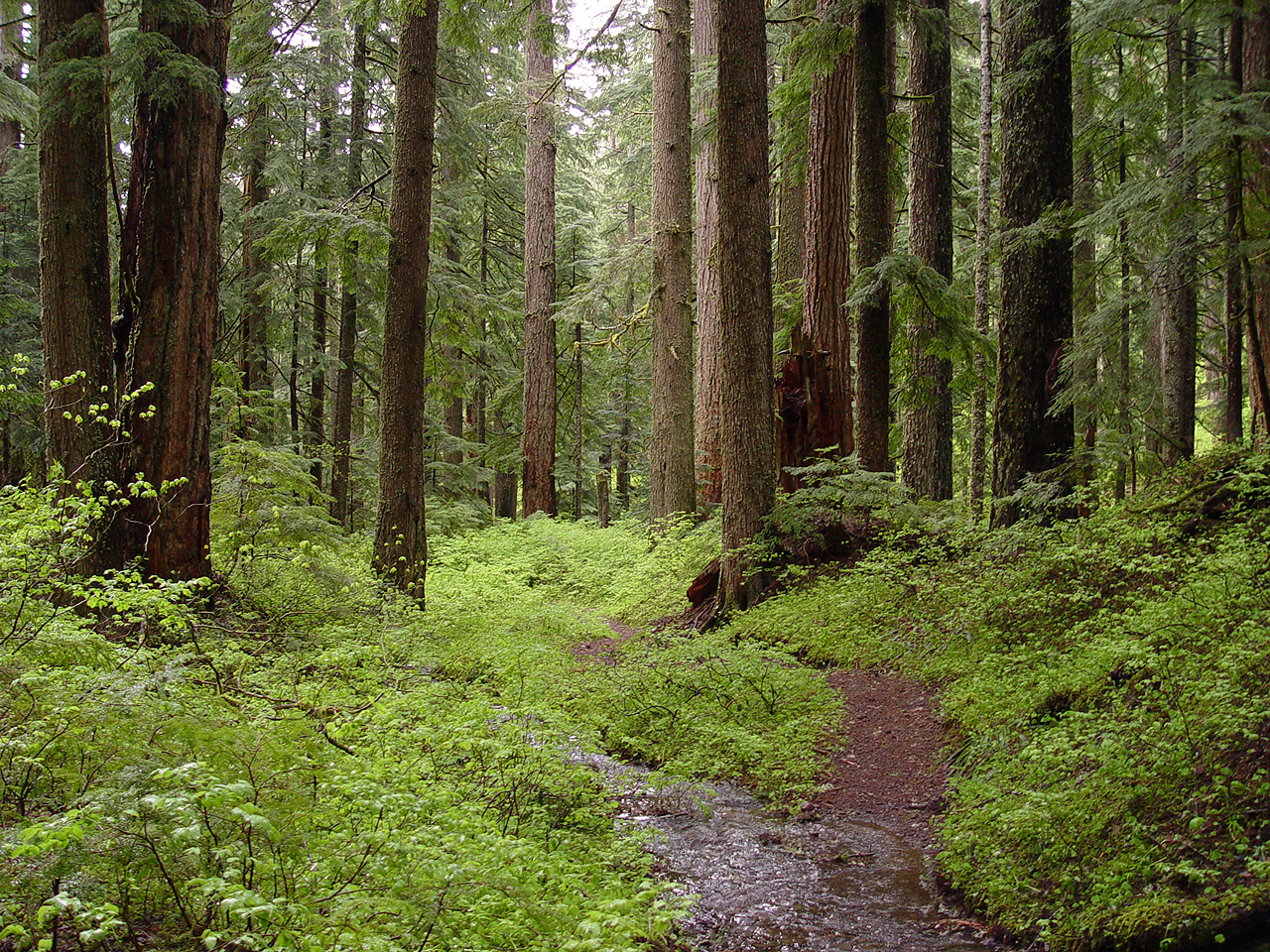
俄勒冈州Larch Mountain的原始森林

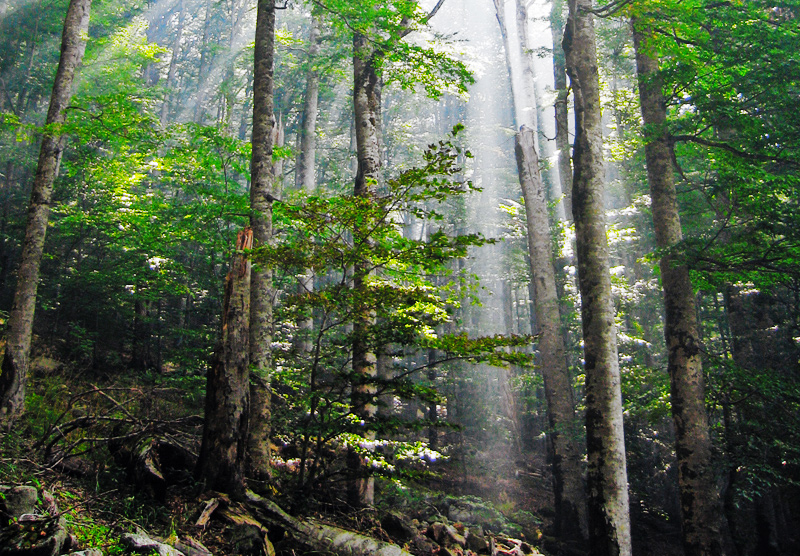
原生的欧洲山毛榉森林，位于黑山Biogradska Gora国家公园

原始森林又稱原生林，是指一个森林已经达到非常长久的年龄而没有遭到显著的干扰，从而表现出独特的生态特征，并可能被归类为顶极群落。原生特性包括多样化的树有关的结构，提供多样化的野生动物栖息地，增加了森林生态系统的生物多样性。多样化的树结构的概念包括多层树冠和树冠间隙，很大变化的树的高度和直径，多样的树种和纲，和多种大小的木质残体。原始森林是陆地生态系统中核心，具有保持生态平衡、涵养水份、调节气候、净化空气等作用。原始森林不仅仅是高大的树木，而是一个综合的生态系统，包动植物间的食物链关系，在原始森林中，某一物种的减少，可以影响其他物种的生存，这种情况在热带雨林中体现更为突出。人们在破坏原始森林以后，即使人工补种了大量的树林，也无法弥补森林被破坏对生态带来的影响。

## 生态意义
原始森林能给野生动物提供广阔的生存空间，维持生物的多样性，保持生态平衡的作用；同时原始森林还能净化空气、调节气候、涵养水份、保持水土、增强土壤肥力、减轻自然灾害等。

## 全球分布
全球的原始森林主要分布在西伯利亚、中国西南、东南亚、北美北部、北欧、亚马孙河流域、刚果盆地等地区。

## 参看
- 天然林
- 次生林
- 森林开伐（Deforestation）
- 地球科学
- 生态
- 非法砍伐
- 木材
- 自然环境
- 自然资源
- 自然
- 植物
- 可持续发展
- 树
- 原野
- 木材

## 外部連結
- 綠色和平：世界原始森林現狀 （页面存档备份，存于）
- （英文）明尼苏达州自然资源部 （页面存档备份，存于）
- （英文）原始森林网络